# Stadion na Lesní
Stadion na Lesní – wielofunkcyjny stadion w Trzyńcu, w Czechach. Został otwarty w 1966 roku. Dawniej jego pojemność wynosiła 18 000 widzów, obecnie obiekt może pomieścić 9050 kibiców.
Stadion został wybudowany w latach 1957–1966. Gospodarzem nowego obiektu zostali piłkarze klubu TJ TŽ Třinec (obecny Fotbal Třinec), którzy przedtem grali na stadionie „na Borku”. Pierwszym meczem ligowym na nowym obiekcie było spotkanie ligowe Fotbalu ze Spartą Považská Bystrica (1:0), rozegrane 21 sierpnia 1966 roku. Wcześniej, w dniach 6–7 sierpnia tego samego roku na stadionie rozegrano lekkoatletyczne Mistrzostwa Czechosłowacji. Mistrzostwa Czechosłowacji w lekkiej atletyce rozgrywano na tym obiekcie później jeszcze w latach 1976 i 1987, a w latach 1997, 2007, 2010 i 2017 odbywały się tu Mistrzostwa Czech. Piłkarze TJ TŽ Třinec w 1970 roku awansowali do czechosłowackiej I ligi. W latach 70. XX wieku zespół ten łącznie rozegrał pięć sezonów w najwyższej klasie rozgrywkowej. W XXI wieku pierwszy zespół klubu z Trzyńca przeniósł się na położony tuż obok Stadion Rudolfa Labaje. Na stadionie na Lesní grają obecnie zespoły młodzieżowe tego klubu.